# Le Lac-d’Issarlès
Lac-d’Issarlès – miejscowość i gmina we Francji, w regionie Owernia-Rodan-Alpy, w departamencie Ardèche.
Według danych na rok 1990 gminę zamieszkiwało 261 osób, a gęstość zaludnienia wynosiła 18 osób/km² (wśród 2880 gmin regionu Rodan-Alpy Lac-d’Issarlès plasuje się na 1367. miejscu pod względem liczby ludności, natomiast pod względem powierzchni na miejscu 806.).